# Eduard Moritz von Flies

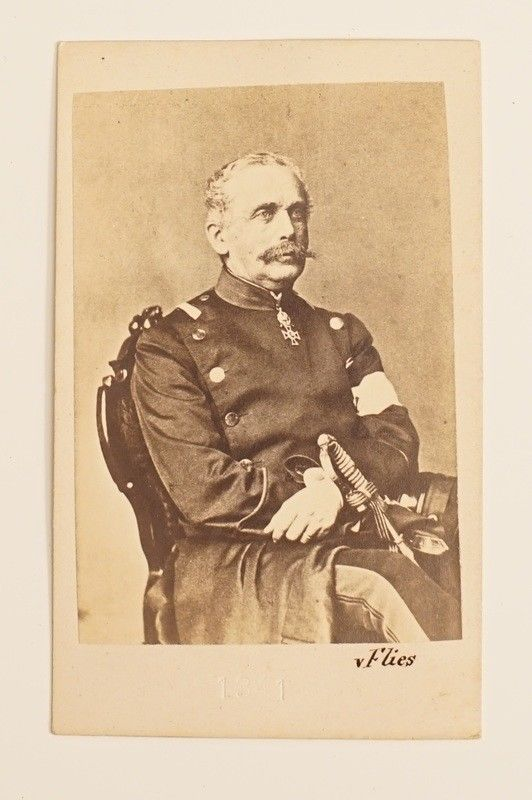
Eduard Moritz von Flies

Eduard Moritz Flies, seit 1864 von Flies (* 25. August 1802 in Charlottenburg; † 10. Dezember 1886 in Wiesbaden) war ein preußischer Offizier, zuletzt Generalleutnant.

## Leben

### Herkunft
Eduard Moritz war der Sohn von Heinrich Flies († 1842 in Freienwalde) und dessen Ehefrau Luise, geborene Wolff. Sein Vater war Premierleutnant a. D.

### Militärkarriere
Flies trat 1820 als Husar in das 3. Husarenregiment der Preußischen Armee ein. Am 13. November 1824 wurde er Sekondeleutnant und als solcher 1829/30 zur Lehreskadron kommandiert. Ab 1834 diente Flies als Regimentsadjutant, wurde im Mai 1838 Premierleutnant und mit der Beförderung zum Rittmeister am 24. Mai 1841 Eskadronchef. Als Major erhielt Flies dann am 8. Januar 1857 das Kommando über das 2. Husarenregiment und wurde in dieser Stellung am 9. April 1857 Oberstleutnant sowie am 31. Mai 1859 Oberst. Als solcher wurde er kurz darauf am 20. Juni à la suite des Regiments gestellt, mit der Führung der 6. Kavallerie-Brigade beauftragt und schließlich am 12. Mai 1860 zum Kommandeur dieser Brigade ernannt. Für seine Leistungen in der Truppenführung erhielt Flies am 18. Oktober 1861 den Roten Adlerorden II. Klasse mit Eichenlaub sowie am 22. September 1863 den Kronenorden II. Klasse. Mit seiner Brigade nahm Flies 1864 am Krieg gegen Dänemark teil. König Wilhelm I. würdigte seine Verdienste am 18. Juni 1864 mit der Erhebung in den Adelsstand. Außerdem beförderte er ihn am 25. Juni 1864 zum Generalmajor. Die österreichischen Verbündeten zeichneten Flies für seine Leistungen am 21. August 1864 mit dem Kommandeurkreuz des Leopold-Ordens mit Kriegsdekoration aus. Nach dem Frieden von Wien verblieb Flies als Kommandeur einer kombinierten Kavalleriebrigade in Schleswig-Holstein.
Im Deutschen Krieg 1866 war Flies zunächst Führer der kombinierten Kavalleriebrigade der Mainarmee. Hier erhielt er durch General Manteuffel den Befehl, seinen aus fünf Bataillonen mit 8150 Mann sowie 225  Kavalleristen und 22 Geschützen bestehenden Verband über Magdeburg und Halle nach Gotha zu führen. Er sollte damit die abziehenden Hannoveraner verfolgen und ihnen den Rückzug versperren. Trotz deutlicher Unterlegenheit seiner Truppe befahl Flies am 27. Juni 1866 bei Langensalza den Angriff. Flies erlitt während der Kämpfe einen Schwächeanfall und verlor fast 1/5 seiner Truppe. Die Schlacht endete zwar mit einem Sieg der Hannoveraner, jedoch waren sie zu diesem Zeitpunkt durch preußische Truppen eingekreist und aufgrund der Versorgungslage nicht mehr fähig weiter zu kämpfen.
Flies wurde daraufhin am 11. Juli 1866 für die Dauer des mobilen Verhältnisses zum Kommandeur der aus den Truppen in den Elb-Herzogtümern formierten Division ernannt. Nach Beendigung des Krieges ernannte man ihn am 15. September 1866 zum Kommandanten von Altona. Von dieser Stellung wurde Flies am 7. Januar 1868 entbunden und unter Verleihung des Roten Adlerordens I. Klasse mit Eichenlaub und Schwertern am Ringe mit Pension zur Disposition gestellt.
Zusätzlich zu seiner Pension erhielt er ab 2. Februar 1870 eine jährliche Zulage von 500 Talern.

### Familie
Flies hatte sich am 27. September 1832 in Düben mit Therese von Schönfeld (* 27. April 1811 in Grimma; † 13. Mai 1882 in Wiesbaden) verheiratet. Aus der Ehe ging die Tochter Lucie Luise Therese (* 11. Januar 1834 in Düben) hervor. Sie heiratete am 18. Dezember 1873 den Oberstleutnant a. D. und Postdirektor Otto von Wichmann.